# Kudekanye suidafrika
Kudekanye suidafrika är en skalbaggsart som beskrevs av Rice 2008. Kudekanye suidafrika ingår i släktet Kudekanye och familjen långhorningar. Inga underarter finns listade i Catalogue of Life.